# Sample (musik)
 For alternative betydninger, se Sample. (Se også artikler, som begynder med Sample)
En sample er i musikalsk sammenhæng en lydoptagelse af et instrument, der i sammensat struktur med andre samples kan udgøre et stykke musik. Almindeligvis optages som minimum alle toner det aktuelle instrument kan spille og om muligt så mange artikulationer som muligt – Dette samles i et samplebibliotek og kan udgøre et virtuelt instrument.

## Producenter
- East-Weat
- Garritan
- Native Instruments
- Quantum Leap (EWQL)
- Tonehammer
- Vienna Symphonic Library

| Musik | Spire Denne musikartikel er en spire som bør udbygges. Du er velkommen til at hjælpe Wikipedia ved at udvide den. |